# Neoplatybrachys orientalis
Neoplatybrachys orientalis är en insektsart som beskrevs av Victor Lallemand 1950. Neoplatybrachys orientalis ingår i släktet Neoplatybrachys och familjen Eurybrachidae. Inga underarter finns listade i Catalogue of Life.